# I Want to Be Gay
I Want to Be Gay è il quarto singolo di Julie Brown edito nel 2005.
Il singolo venne originariamente pubblicato in formato digitale, ma venne poi incluso nell'album studio Smell the Glamour.

## Significato
Nel brano Brown desidera essere gay perché, basandosi su stereotipi, sarebbe più facile trovare partner sessuali occasionali.

## Tracce
1. I Want to Be Gay – 4:34
2. I Want to Be Gay (remix) – 5:52
3. The Homecoming Queen's Got a Gun (remix) – 5:46

## Il video
Non venne fatto nessun video per questo brano.